# 박레 매복
박레 매복 사건(프랑스어: Bắc Lệ ambush)은 프랑스가 통킹 원정을 하는 동안 1884년 6월 청나라 광서군과의 사이에 벌어진 충돌이다. 프랑스는 랑선과 청나라 국경 근처의 다른 도시들을 점령하기 위해 분견대를 파견했다. 프랑스는 청나라군에 의해 매복 공격을 당했다고 주장했다. 이 사건은 청불 전쟁(1884년 8월 ~ 1885년 4월)으로 이어졌다.

## 배경
1883년 말, 프랑스와 청나라는 통킹에서 선전포고 되지 않은 전쟁에서 충돌하기 시작했다. 1883년 12월, 선떠이 원정에서 프랑스군은 흑기군을 물리치고 선떠이 마을을 점령했다. 1884년 3월, 박닌 원정에서, 그들은 청나라의 광서군을 물리치고, 만다린 로드 상의 전략적 요충지인 박닌을 점령했다.
선떠이의 가을은 저만치 왔고, 박닌에서 패배는 청나라 조정 내 온건파의 입지를 강화시켜 주었으며, 프랑스와의 전면전을 선동하고 있던 강경파 장지동이 이끄는 청류파들의 신뢰를 일시적으로는 손상시켰다. 1884년 봄, 프랑스가 흥호아와 타이응우옌을 점령하는데 성공하자, 서태후에게 청나라가 협상해야 한다는 것을 확신시켰으며 5월 프랑스와 청나라 사이에 합의가 이루어졌다. 협상은 톈진에서 진행되었다. 청나라 온건파 지도자인 이홍장은 청나라를 대표했고, 프랑스 순양함 볼타(Volta)의 사령관인 프랑수아 에르네 푸르니에 대위가 프랑스를 대표했다. 1884년 5월 11일에 체결된 〈톈진 협약〉은 청나라군이 통킹에서 철군하고, 그 대가로 프랑스와 청나라 간의 무역과 상업적 제반 사항을 해결하고, 베트남과의 분쟁 중인 국경 경계를 설정하는 포괄적 조약이었다.
푸르니에는 전문적인 외교관이 아니었으며, 〈톈진 협약〉에서 내려진 결론은 허술했다. 결정적으로, 이 협약에서 청나라군이 통킹에서 철수하는데 필요한 기한을 명시하지 않았다. 프랑스는 청나라군이 즉각 철군해야 한다고 주장한 반면, 청나라는 포괄적 조약의 마무리에 따라 철군이 결정된다고 주장했다. 사실, 청나라의 입장은 협정 이후 조건을 이행할 의사가 없거나, 무능력을 정당화시키기 위한 사후 합리화였다. 이 협정은 청나라 내부에서는 매우 인기가 없었으며, 즉각적인 반발을 일으켰다. 강경파들은 이홍장의 탄핵을 요구했고, 이홍장의 정적들은 통킹의 청나라군에게 그들의 진지를 고수하라는 명령을 내리고자 했다.
이홍장은 프랑스에게 이 협정을 강제하는데 어려움이 있을 수 있다는 암시를 주었지만, 세부적인 언급은 없었다. 프랑스는 청나라군이 합의한 대로 통킹에서 철군할 것으로 예상하고, 랑선과 다른 지역을 점령하기 위한 준비를 했다.

## 행군

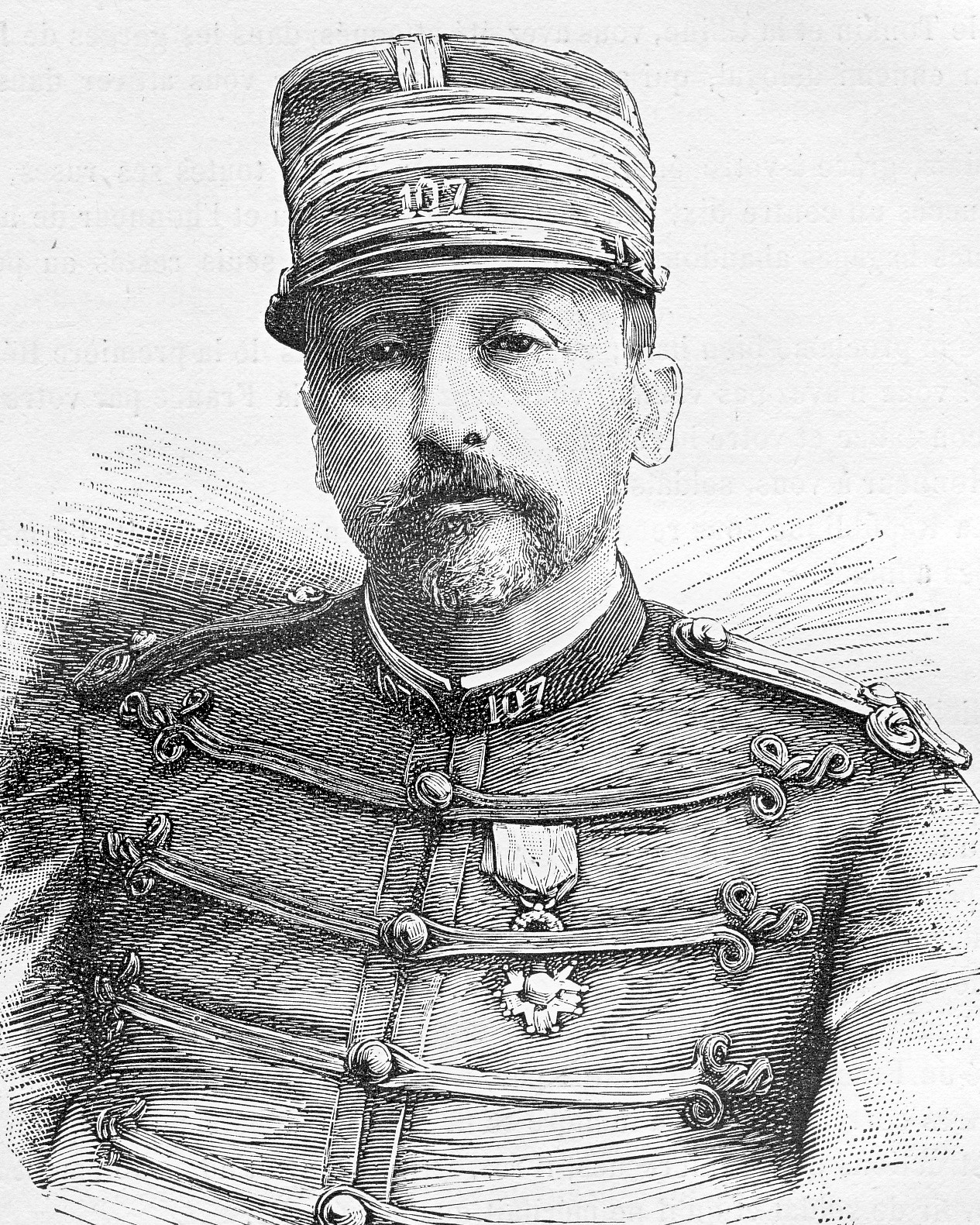
알퐁스 뒤젠느 대령 (1841–87)

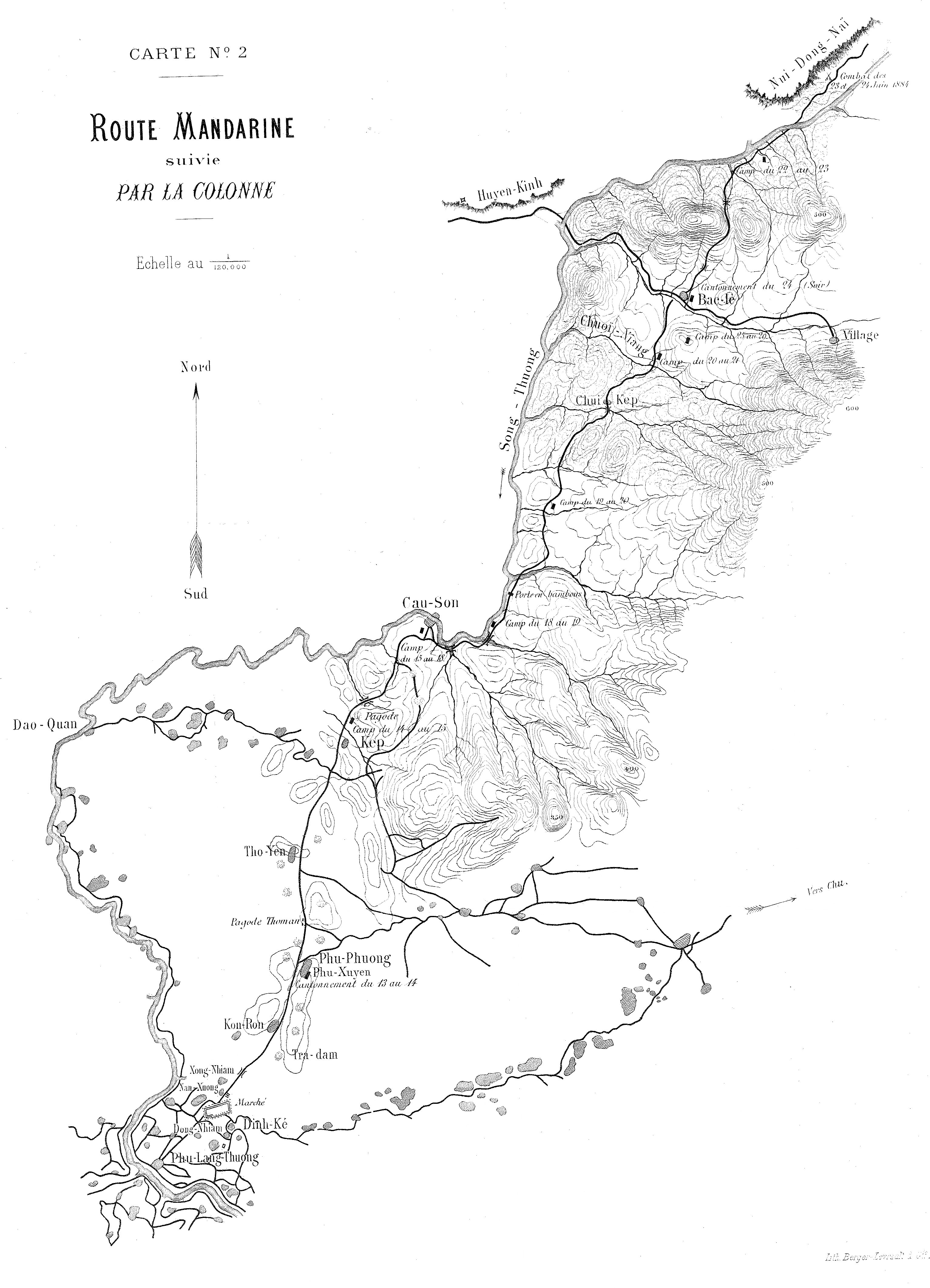
푸랑트엉에서 박레까지 뒤젠느 부대가 진군한 길

1884년 6월 초, 알퐁스 뒤젠느 중령이 지휘하는 프랑스 부대가 랑선, 까오방, 탓케의 국경 도시를 점령하기 위해 행군을 시작했다. 뒤젠느의 부대는 해병대 보병 (대대장 레이가스), 포병대(주르디 대위), 신병으로 징병한 통킹 소총병 중대, 그리고 소규모의 아프리카 부대 (라페린느 대위)로 구성되어 있었다. 레이가스의 해병대원은 1883년 3월 앙리 리비에르가 사령관으로 지휘했던 남딘 점령 때 참전했던 베테랑 군인이었다. 그러나 통킹 소총병은 며칠 전에 징병된 신병이었으며, 군사적 가치는 거의 없었다.
이 부대는 45일 동안 식량과 배급을 받아야 했기 때문에, 전투병(프랑스군 450명과 통킹병 350명)들은 베트남인 짐꾼 1,000명, 프랑스인 노새꾼 240명과 노새 200마리를 동반했다. 프랑스군은 알 수 없는 지역을 통과했기 때문에, 경로를 지도화하기 위해 지형사인 장 프랑수아 알퐁스 르꼼트 대위가 말을 타고 동반했다. 청불 전쟁 내내 루이 브리에르 드 리즐 장군의 참모직을 훌륭하게 수행한 르꼼트는 이후 그 매복 사건에 대해 저서인 《박레 함정》(Le guet-apens de Bac-Lé, 파리, 1890)을 통해 자세한 기록을 남겼다.

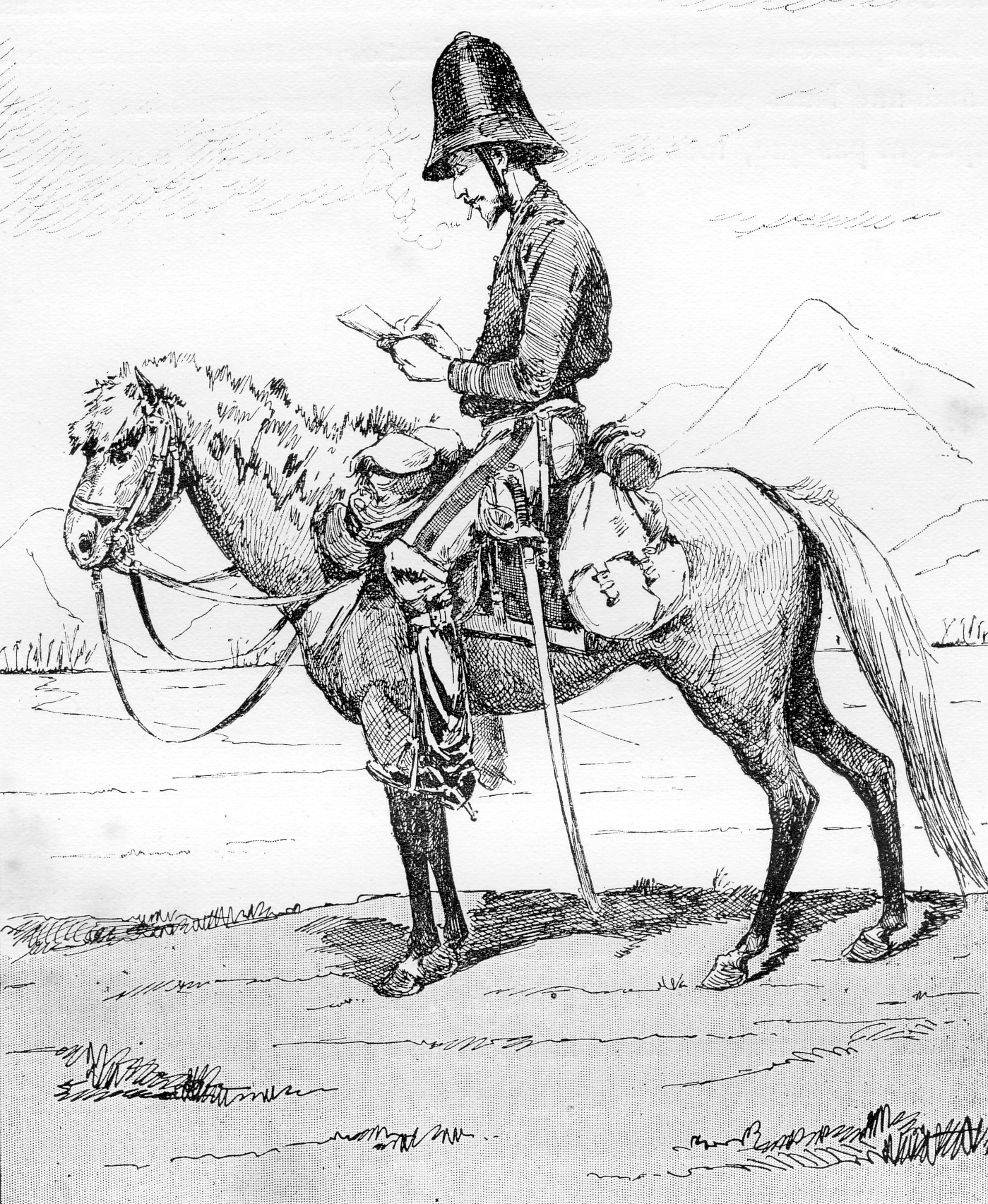
프랑스 지형사 장교, 장 프랑수아 알퐁스 리꼼트 대위(1850–1919)로 추정

최근 내린 호우로 트엉강(滄江)이 불어나 있었고, 프랑스군은 꺼우선에서 여울을 이용해 도강할 수 없었다. 따라서 이 부대는 공병들이 트엉강에 다리를 놓는 동안 꺼우선에서 3일을 머물렀다. 다시 행군이 재개된 것은 6월 19일이었다. 다음 3일 동안 이 부대는 북동쪽으로 밀고 가 트엉강과 평행을 이루며 행진하여 꺼우선과 작은 마을 박레 사이의 개활지에서 야영을 했다. 프랑스군은 이제 그들의 행진이 관측되고 있음을 알게 되었다. 멀리서 일정한 간격으로 한 발의 총성이 들렸고, 한번은 프랑스 기병 정찰병이 사격을 당했다. 공격자가 베트남 산적인지 청군인지는 분명하지 않았다. 6월 22일 아침, 프랑스 부대는 박레에 도달했다. 오후에 행진을 재개하여, 프랑스군은 트엉강 계곡으로 다시 내려와 강에 재합류했다. 뒤젠느의 의도는 트엉강을 건너서 만다린 로드를 타고 타인마이와 랑선으로 향하는 것이었다. 강은 여전히 불어나 있었고, 6월 22일 저녁 뒤젠느는 남안의 적절한 여울을 찾아 정찰했다. 강 반대편에서는 청나라 병사들이 보였고, 라페린의 기병들은 프랑스 부사관이 강의 깊이를 알아보는 동안 카빈총으로 엄호를 했다. 어느 쪽도 총을 쏘지 않았다. 광서군 출신의 계략가가 자신의 도강을 막지 않을 것이라고 믿었기 때문에, 뒤젠느는 다음날 아침 트엉강을 건너라고 명령을 내렸다.
실제로, 뒤젠느는 만중선(萬重暄)이 지휘하는 청나라 정규군인 3,100명의 광서군 무력에 직면했다. 이 부대는 황옥현(黃玉賢)이 지휘하는 8개 대대와 왕홍순(王洪順)이 지휘하는 하나의 대대로 구성되어 있었다. 반정신의 지휘하에 추가로 1,500명의 청나라군이 근처에 진을 쳤다. 대부분의 청나라군은 현대식 속사 레밍턴 소총으로 무장했다. 두 사령관도 톈진 협정의 조항을 알고 있었지만, 이홍장을 겨냥한 정치적 음모의 결과 통킹에서 철수하라는 지시를 받지 못했다. 그들은 대신 광서군 향용 왕덕방(王德榜)으로부터 진지를 고수하라는 명령을 받고 있었다. 왕덕방은 좌종당과 함께 군 복무를 했었던 인물이었다.

## 매복

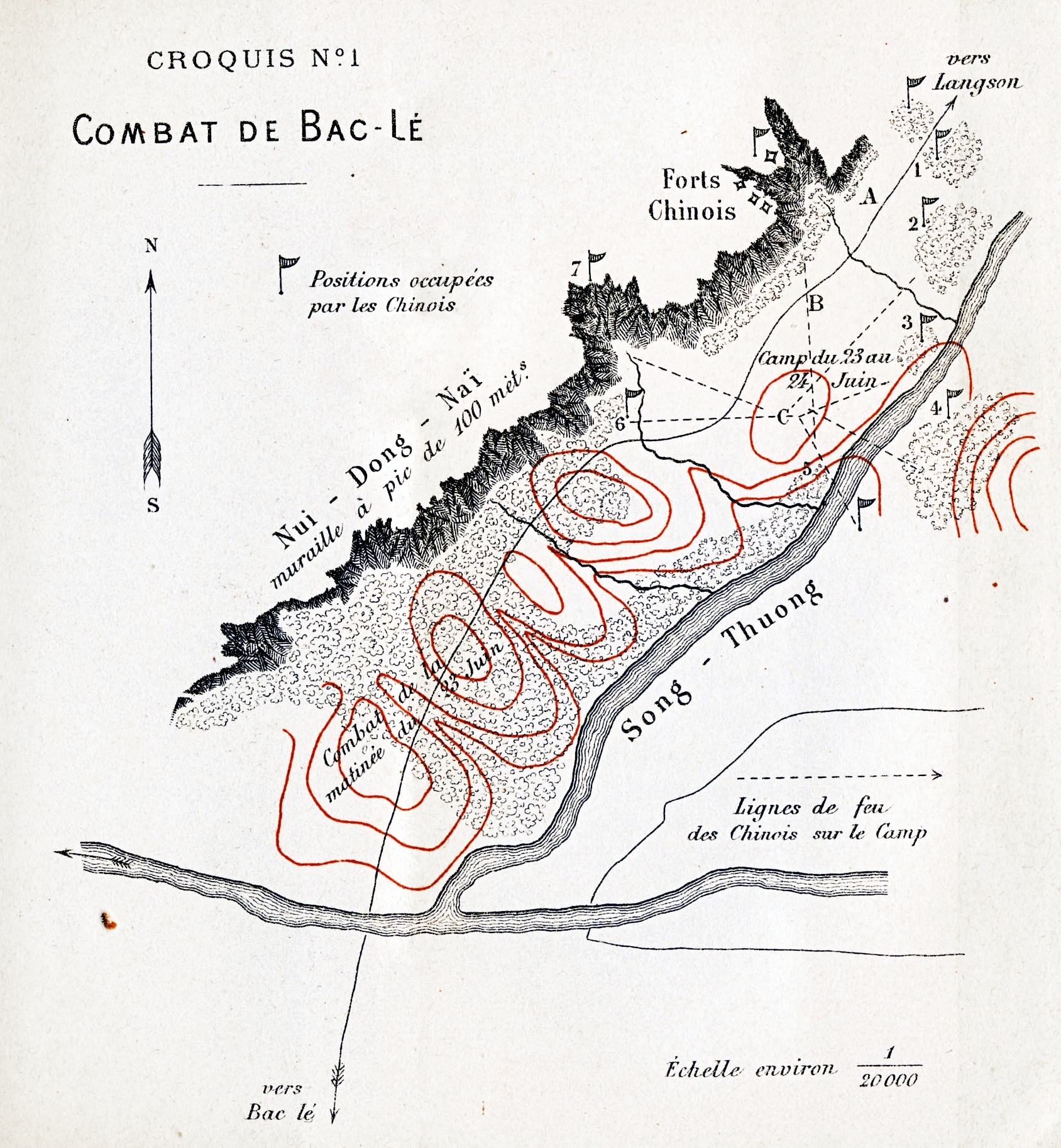
박레 매복, 1884년 6월 23일

6월 23일 새벽, 르꼼트 대위는 부대의 선임 경비대(프랑스 보병 2중대, 통킹 소총병, 소규모 기병대)와 함께 트엉강을 건넜다. 이 도강은 강 250미터 뒤편 숲이 우거진 언덕 위 방어 진지에 배치된 청나라 보병에 의해 관측되었다. 청나라군은 프랑스군이 도강하는 것은 허용했지만, 통킹 소총병이 건널 때는 사격을 개시했다. 그들의 사격 위치는 높았으며, 사살하려는 의도보다는 경고하려고 했을 수도 있었다. 르꼼트는 이 적대적인 시위에 즉각 대응하여 보병을 배치하여 청나라군을 진지에서 밀어냈다. 프랑스군은 청나라군을 언덕에서 몰아냈고, 르꼼트는 나머지 부대가 도강할 수 있도록 수비 진지를 만들었다. 오전 11시경, 프랑스 전부대가 트엉강을 건넜다.
그즈음 프랑스 전방 초소에서 흥미로운 상황이 전개되었다. 오전 9시에, 3명의 청나라 사절이 와서 청나라 사령관이 보낸 서면 메시지를 뒤젠느에게 보냈다. 르꼼트는 그들을 통과시켰고, 면담이 성사되었다. 뒤젠느의 베트남 통역사는 청나라 메시지에서 미묘한 부분을 파악할 수 없었지만, 프랑스는 광서군 정규군과 맞서고 있으며, 청나라 사령관이 톈진 협약에 따른 자신의 의무를 알고 있음을 확인할 수 있었다. 청나라 장군은 철수 명령을 받지 않았으며, 결과적으로 추후 공지가 있을 때까지 진지를 고수해야 한다고 설명했다. 그들은 뒤젠느에게 지침을 구하기 위해 하노이에 헬리오그래프 메시지를 보내달라고 요청했다.
뒤젠느는 대치의 외교적 중요성을 고려하여 하노이에 청나라군의 존재를 보고하고 추가 지시를 요청해야 했다. 그러나 그렇게 하는 대신, 오후 3시에 청나라군에게 1시간 이내에 만다린 로드를 계속 진군하겠다고 알렸다. 르꼼트 대위(일반적으로 신뢰할만한 출처)에 따르면, 뒤젠느는 청나라군이 그를 통과시킬 것이라고 믿었고, 그의 의도는 불어난 트엉강에서 부대를 물려 밤에 야영할 곳을 찾는 것이었다.

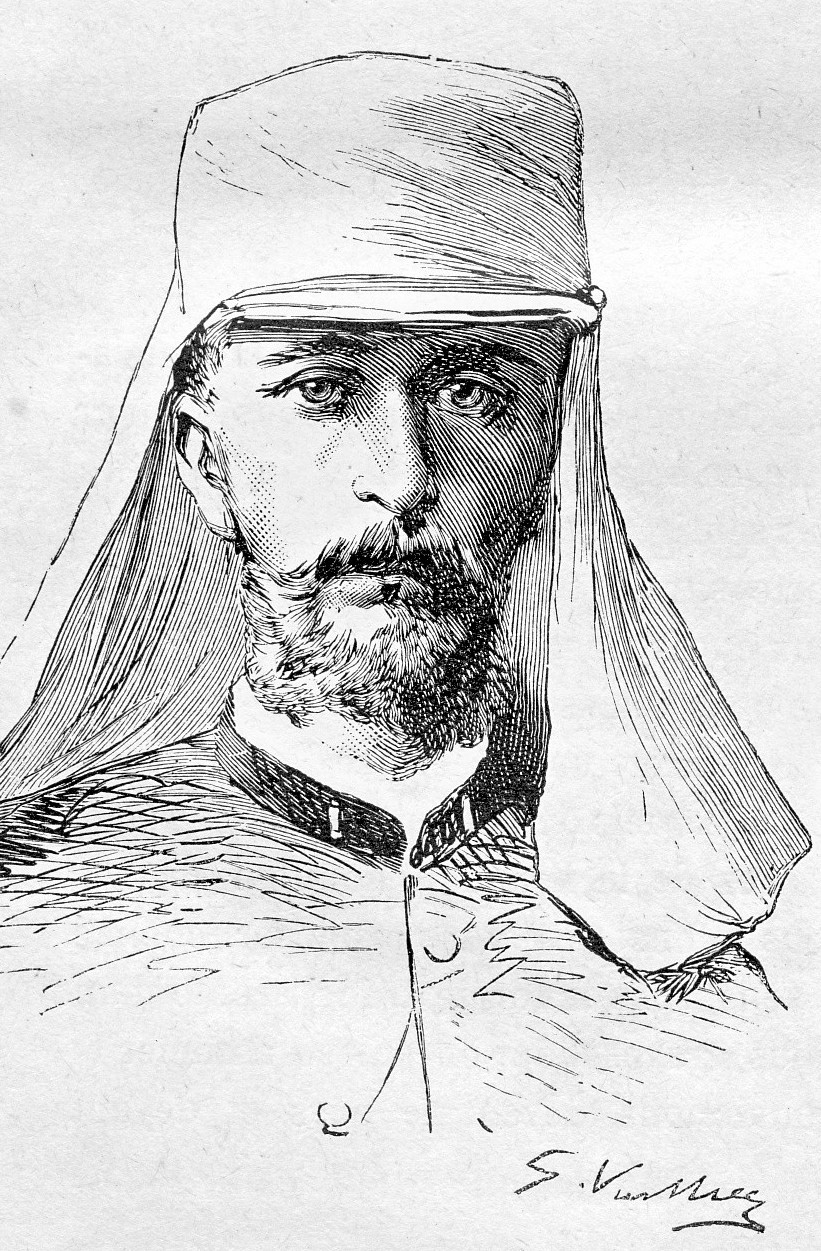
마리 도미니크 라페린 대위, 아프리카 보병대 소속의 장교로 프랑스의 퇴각을 엄호하고, 부상자를 소개시켰다

오후 4시에 뒤젠느는 진군을 재개했다. 그러나 오해의 가능성을 인지한 그는 자신의 명령없이는 누구도 발포하지 말라는 엄격한 지시를 내렸다. 몇 분 동안 프랑스 부대는 정글 길을 따라 누이 동나이 절벽에 있는 청나라 요새를 향해 방해받지 않고 행진했다. 개활지로 이어지는 길을 보면서 뒤젠느는 라페린의 기병대에게 미숙련 통킹 소총병을 부대 앞쪽으로 바꾸도록 명령했다. 프랑스 기병대가 말을 앞쪽으로 이동시킬 때 누이 동나이 요새의 청나라 보병들이 갑자기 사격을 시작했다. 잠시 후, 프랑스 부대의 행군을 미행하고 있던 청나라 보병들이 양쪽 측면에 총격을 가했다. 프랑스 기병대의 갑작스런 움직임에 중국인들이 경각심을 느꼈는지, 아니면 (프랑스인들이 믿고 있는 대로) 그들은 기병을 고위 장교들의 일당으로 착각하고 이 유혹적인 표적에 일부러 발포했는지는 분명치 않다.
프랑스 선봉대의 해병 보병은 최선을 다해 배치하고 청나라군의 발포에 대응 사격을 했다. 부대의 본대를 이끌고 있던 뒤젠느는 나팔수에게 사격중지 나팔을 불라고 명령을 내렸지만, 나팔 소리는 아무런 효과가 없었다. 청나라군은 더 많은 병력을 투입하기 위해 북을 울렸고, 전투를 막을 수 없다는 것이 확실해지자 뒤젠느는 방어를 계획했다. 그는 부하들에게 장방진을 형성하게 하고, 취약한 보급품 마차로 둘러싼 후 참호를 파도록 명령했다. 3월 23일 늦은 오후, 프랑스군은 반복되는 청나라의 공격을 성공적으로 격퇴했으며, 심지어 효과적인 반격도 할 수 있었다. 그러나 청나라는 밤에 추가 병력을 증원했고, 프랑스 진지를 향해 발포할 수 있게 누이 동나이의 고지에 자리를 잡았다.
6월 24일 아침, 청나라군은 트엉강으로 향하는 퇴로를 끊기 위해 프랑스 진형 측면 주변로 작업을 했다. 뒤젠느는 진지 주변의 기선을 잡기 위해 몇 차례의 국지적인 반격을 가했다. 그러나 포병의 지원이 없다면 프랑스군은 포위되어, 전멸당할 것이 분명해졌다. 오전 11시에 뒤젠느는 트엉강으로 후퇴 명령을 내렸다.
부대가 철수하는 동안 소총으로 인한 사상자 피해가 심해 보급품 마차를 포기해야 했지만, 뒤젠느는 성공적으로 싸워 그의 소규모 병력을 위험한 포위에서 벗어나게 했다. 뒤젠느의 소규모 기병 분견대장인 라페린 대위는 부대원들을 내리게 하고 부상병을 실었다. 부상자들의 잘 대피하자 냉정을 어느 정도 되찾고, 라페린과 그의 아프리카 보병은 퇴각을 엄호했다.
사다리꼴 대형으로 퇴각하면서, 프랑스군은 총격을 받으며, 트엉강을 다시 건넜고 남안에서 재집결했다. 6월 24일 오후, 부대는 박레로 후퇴했고, 승리한 청나라군이 약간의 거리를 두고 추격했기 때문에, 높은 고지에 수비 진지를 구축했다.

## 구원 원정

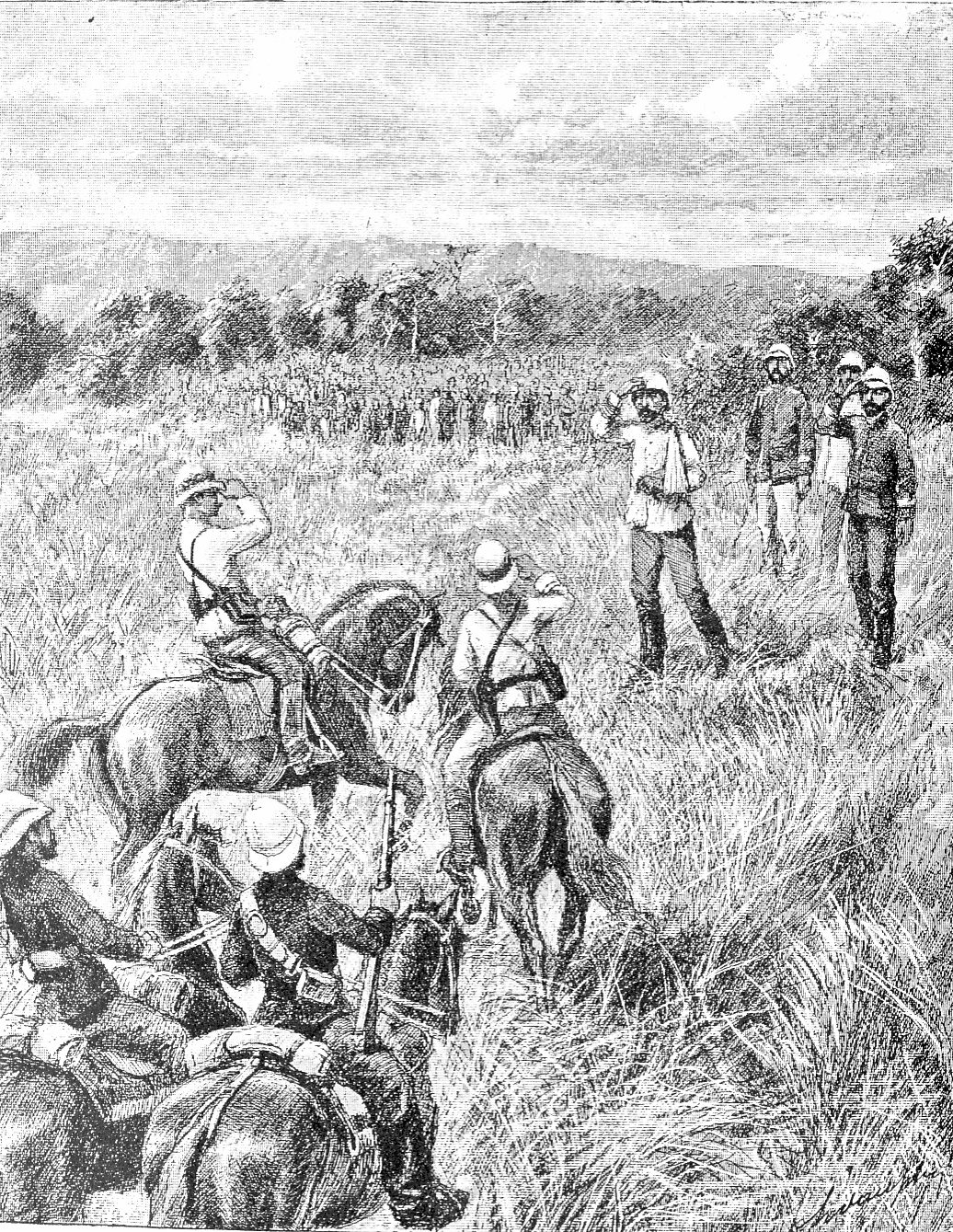
박러 고원에서 뒤젠느의 부대와 합류하는 네그리에 장군, 1884년 6월 27일

6월 23일 밤, 뒤젠느는 하노이에 전쟁에 대한 소식을 헬리오그래프로 보냈다. 프랑스 사령관인 밀로 장군은 즉시 하노이와 박닌의 요새에서 상당한 구원 병력을 모아 프랑수아 드 네그리에 장군과 레텔리에(Letellier) 중령을 구원군으로 뒤젠느에게 파견했다. 그는 또한 통킹 원정대 2여단에 풀랑트엉(Phu Lang Thuong)에 집결하라고 명령했다. 드 네그리에는 6월 24일 알제리 저격병 2개 중대, 143대대의 2대 중대, 80mm 포병 2개 분대를 이끌고 하노이를 떠났다. 풀랑트엉까지 증기선을 타고 강을 거슬러 여행하여, 그후로 행진을 시작한 뒤, 네그리에의 구원 부대는 6월 25일 저녁에 꺼우선에 도착했다.
드 네그리에는 6월 27일 아침 박레 근처에서 뒤젠느의 부대에 합류하여 트엉강을 건너 청나라에 다시 반격할 준비를 했다. 프랑스군은 오후 동안 청나라군의 위치를 정찰했고, 드 네그리에는 다음 날 아침 공격을 하라고 명령을 내렸다. 그러나 6월 27일 저녁, 그는 밀로 장군이 보낸 헬리오 그래프 메시지를 받았다. 그 메시지에는 일단 하노이로 귀환하라는 명령이었다. 쥘 페리 프랑스 총리가 외교적인 항의와 청나라 정부의 해명을 요구하기로 결정했다는 것이었다. 드 네그리에는 이 내키지 않는 명령을 준수했다. 6월 28일 밤, 심한 뇌우로 인해 그와 뒤젠느는 청나라군이 눈치채지 못하게 박레 고원에서 각각 철수를 했다. 6월 29일 오후, 프랑스군은 꺼우선에 이르렀으며, 그곳에서 박레 전투에서 다친 부상병들을 풀랑트엉으로 다시 이송시켰다. 풀랑트엉에서 부상자들은 포함 에클레어(Eclair)로 이송되어 하노이로 빠르게 돌아갔다. 7월 초, 뒤젠느도 지친 부대원들과 함께 하노이로 귀환했다. 드 네그리에는 2여단과 함께 풀랑트엉에 남아 밀로를 압박하여 청나라군을 공격하려 했지만, 뜻을 이루지 못했다.
박레 매복의 프랑스군 사상자는 사망 22명, 부상 70명이었다. 청나라 사상자는 현저히 높았으며 약 300명이 사망하고 총상을 입었다.

## 통지문
1884년 7월 1일, 밀로 장군은 다음과 같은 통지문을 뒤젠느의 부대에 발송했다. 그는 의미심장하게 청나라의 불신을 빌미로 박레 근교의 교전을 비난하고 이를 ‘매복’이라고 표현했다.

| “ | 정부의 명령에 따라 그리고 〈톈진 협약〉의 규정에 따라 우리는 통킹과 청나라 국경 사이의 요새를 점령하기 위해 적절한 군대를 출동시켰다. 제군들은 랑선 협곡에서 제군들을 노리고 매복한 위험한 적들로부터 공격을 받았다. 제군의 분투 덕분에, 모든 그들의 계략이 좌절되었다. 제군들은 10 대 1로 성공적으로 싸웠고, 적들에게 우리 깃발과 무기의 명예를 존중하게 만들었다. 그들이 손에 넣은 것은 고작 쿨리들에게 버림받은 짐 몇 개밖에 없었다. 나는 이것을 단호히 선언한다. 제군들은 제1공화국의 병사들과 같았다. 비록 정복하지 못했지만, 제군은 용기와 변함없는 태도와 영웅적 행동으로 프랑스를 안심시켰다. 명예로운 병사들이여! 공화국은 그대들에게 감사를 전할 것이며, 그대들의 영광스러운 무공을 조국의 연대기에 새길 것이다. | ” |

## 영향 및 결과
‘박레 매복’에 대한 소식이 파리에 도착했다. 프랑스는 그것을 뻔뻔스러운 청나라의 배신으로 인식하고 분노했다. 페리 정부는 사과, 면책, 그리고 톈진 협약의 조건을 즉각 이행하라고 요구했다. 청나라 조정은 협상에는 동의했지만, 사과나 손해배상은 거부했다. 프랑스의 분위기는 타협에 반대했으며, 7월 내내 협상이 계속되었다.
아메데 쿠르베 제독은 극동 편대를 푸저우로 이동시키라는 명령을 받았다. 협상은 8월 중순까지 진행되었지만, 1884년 8월 23일 푸저우 전투로 중단되었으며, 쿠르베는 9개월 동안 진행된 청불전쟁에서 청나라 푸젠함대를 전멸시켰다. 프랑스군의 패배는 대만을 점령하려는 또 다른 시도를 낳았다. 유명전 휘하의 청나라 회군이 기륭 원정과 단수이 전투에서 프랑스군을 물리쳤다.

## 참고자료
- Lecomte, J., La vie militaire au Tonkin (Paris, 1893)
- Lecomte, J., Le guet-apens de Bac-Lé (Paris, 1890)
- Lung Chang [龍章], Yueh-nan yu Chung-fa chan-cheng [越南與中法戰爭, Vietnam and the Sino-French War] (Taipei, 1993)
- Thomazi, A., Histoire militaire de l'Indochine française (Hanoi, 1931)
- Thomazi, A., La conquête de l'Indochine (Paris, 1934)